# The Stolen Clothes
The Stolen Clothes è un cortometraggio muto del 1909 diretto da Lewin Fitzhamon.

## Trama
Mentre un poliziotto sta nuotando, i suoi abiti rimasti incustoditi solo presi da un vagabondo che lascia, in cambio, i suoi.

## Produzione
Il film fu prodotto dalla Hepworth.

## Distribuzione
Distribuito dalla Hepworth, il film - un cortometraggio di 99 metri - uscì nelle sale cinematografiche britanniche nell'ottobre 1909.
Si conoscono pochi dati del film che, prodotto dalla Hepworth, fu distrutto nel 1924 dallo stesso produttore, Cecil M. Hepworth. Fallito, in gravissime difficoltà finanziarie, il produttore pensò in questo modo di poter almeno recuperare il nitrato d'argento della pellicola.